# Schoenocaulon pringlei
Schoenocaulon pringlei là một loài thực vật có hoa trong họ Melanthiaceae. Loài này được Greenm. miêu tả khoa học đầu tiên năm 1897.